# هيروشي ناكاي
هيروشي ناكاي (باليابانية: 中井洽؛ بالكانا: なかい ひろし) هو سياسي ياباني، ولد في 10 يونيو 1942 في تشانغتشون في الصين، وتوفي في 22 أبريل 2017 في طوكيو في اليابان بسبب سرطان المعدة. حزبياً، نشط في Japan Socialist Party ‏ والحزب الديمقراطي الياباني وحزب الآفاق الجديدة وDemocratic Socialist Party (Japan) ‏. وقد انتخب عضو مجلس النواب من اليابان.

## وصلات خارجية
- الموقع الرسمي